# Byströms
Byströms är en hälsingegård i Trogsta i Forsa socken i Hälsingland. Gården som byggdes i sin nuvarande form i början av 1800-talet är en av få bevarade fyrbyggda gårdar. Den blev ett byggnadsminne den 8 maj 1992. Byströms är i privat ägo.

## Historia
Hemmanet omnämns för första gången i 1542 års jordebok vilket gör det till en av Forsa sockens äldsta gårdar. Den köptes strax efter 1720 av soldaten Olof Eriksson Byström och har sedan dess nedärvts i samma släkt, under samma namn. Enligt familjetraditionen brann gården ned någon gång i början av 1800-talet, varefter samtliga hus byggde upp på nytt.

## Beskrivning
Byströms är en av få fyrbyggda gårdar i länet som bevarats på ursprunglig plats. Kärna i gårdens bebyggelse utgörs av tre bostadshus, en ladugård samt en logbyggnad med stall vilka tillsammans ringar in gårdstunet. Förutom den äldre sängstugan har dessa byggnader sannolikt uppförts någon gång på 1820- eller 1830-talen. Byggnaderna kring gårdsplanen är mycket välbevarade. Utöver kärnbyggnaderna finns flera andra ekonomibyggnader på gården: en loge, en nyare ladugård, en bagarstuga, en smedja och en lada.
Brystugan har sedan byggnadstiden fungerat som gårdens egentliga mangårdsbyggnad. Den är en parstuga i en och en halv våning, sammanbyggd med den ursprungliga ladugården till en länga. Längan är byggd av timmer på grund av kilad sten, har tak täckt med tvåkupigt tegel och locklistpanelade fasader. Invändigt har brystugan byggts om under 1900-talet. Äldre takmaterial och väggbeklädnad finns kvar under de nuvarande i flera fall. Barstugan är en parstuga med dubbla mellankamrar. Den har enbart fungerat som feststuga och härigenom har inredning bevarats i stort sett intakt. Sängstugan är en långsträckt byggnad i en och en halv våning med locklistpanelade fasader. I äldre tid beboddes sängstugan av tjänstefolk och tillfälligt gästande hantverkare.
Den gamla logen utgör gårdsfyrkantens östra länga, byggd i vinkel mot den äldre ladugården. Den knuttimrade byggnaden som rymmer tröskloge i norr och stall i söder har locklistpanelade fasader och tak täckt med tvåkupigt tegel. Den så kallade nya logen är placerad vägg i vägg med den äldre. Byggnaden vilar på höga trästolpar med utrymme för hästvandring, är knuttimrad och klädd med rödfärgad locklistpanel. Taket är täckt med tvåkupigt tegel. Nya logen flyttades till gården omkring 1860.
Den nya ladugården är byggd i etapper 1923 och 1934. Markvåningen är byggd i cementsten, medan skullen består av regelverk med rödfärgad locklistpanel. Ladugården ansluter väl till den äldre gårdsmiljön. Bagarstugan är en knuttimrad envåningsbyggnad med locklistpanelade fasader och tak av tvåkupigt tegel. Huset består av två rum, bagarstuga och snickarbod. Smedjan som är i mycket dåligt skick och ladan som flyttats till nuvarande plats omfattas ej av byggnadsminnesförklaringen.